# Donato Ndongo-Bidyogo
Donato Ndongo-Bidyogo (ur. 12 grudnia 1950) – pisarz, dziennikarz, historyk i polityk z Gwinei Równikowej.

## Życiorys
Należy do grupy etnicznej Fang. Urodził się w Alén w dystrykcie Niefang, w okresie hiszpańskich rządów kolonialnych. Podstawową edukację zdobywał w rodzinnej miejscowości, następnie zaś w Bacie. W 1965 wyjechał do Hiszpanii, w której ostatecznie osiadł na wiele lat. Do kraju powrócił po zamachu stanu z sierpnia 1979. Z powodów politycznych ponownie udał się na uchodźstwo w 1994. Był współzałożycielem, wraz z Severo Motą, Partido del Progreso de Guinea Ecuatorial (PPGE). Głęboko krytyczny wobec prezydenta Obianga Nguemy Mbasogo, w jednym z wywiadów nazwał Gwineę Równikową pod jego rządami kolosalnym więzieniem. Wchodził w  skład rządu Gwinei Równikowej na uchodźstwie, utworzonego przy wsparciu części środowisk opozycyjnych w 2003. Pełnił w nim funkcje ministra spraw zagranicznych i rzecznika prasowego. Odszedł z tego gremium w 2012, w wyniku konfliktu z uchodźczym premierem. W 2013 został wybrany nowym przewodniczącym PPGE.
Zawodowo związany głównie z mediami. Był korespondentem agencji EFE w Afryce Środkowej (1987-1995), współpracował w zakresie tematyki afrykańskiej chociażby z El Pais, Cadena SER, Mundo Negro, Diario 16, czy ABC. Był redaktorem naczelnym pism Africa 2000 i Palabras. Pracował również w szkolnictwie wyższym, był zastępcą dyrektora Colegio Mayor Universitario Nuestra Señora de África w Madrycie, analogiczną funkcję pełnił w Centro Cultural Hispano- Guineano w Malabo (1985-1992). Kierował Centrum Studiów Afrykanistycznych Uniwersytetu Murcji, wykładał także na Uniwersytecie Missouri.
W 1983 założył Hiszpańskie Towarzystwo Afrykanistyczne, organizował sympozja i dni afrykanistyczne na hiszpańskich uniwersytetach. Związany z działalnością Międzynarodowego Centrum Badań nad Cywilizacją Ludów Bantu (CICIBA) w Libreville w Gabonie, pracował dla tej instytucji w latach 1987-1995.
Odegrał kluczową rolę w kształtowaniu się środowiska literackiego ojczystego kraju, bywa niekiedy określany mianem ojca gwinejskiej literatury pisanej. Był inicjatorem wydania wpływowej Antología de la literatura guineana (1984). Pozycja ta uznawana jest za jeden z katalizatorów wykształcenia się odrębnego, swoistego głosu Gwinei pośród innych literatur języka hiszpańskiego. Jej rozszerzona wersja, Literatura de Guinea Ecuatorial, uzupełniona o sylwetki autorów, którzy zadebiutowali w latach 90., ukazała się w 2000.
Podkreśla znaczenie języka hiszpańskiego w zrozumieniu tożsamości Gwinei Równikowej. Mówi o jej dwoistej naturze, równocześnie wyrastającej z dziedzictwa kulturowego ludów Bantu i z przynależności do świata hiszpańskojęzycznego. 
Uznawany za jednego z najpłodniejszych pisarzy gwinejskich, jego twórczość była obiektem licznych analiz i tekstów krytycznoliterackich. Zaliczany do tak zwanej generacji ciszy, grupy twórców, której literackie początki były naznaczone dyktatorskimi rządami Macíasa Nguemy. Opublikował między innymi Historia y tragedia de Guinea Ecuatorial (1977) i España en Guinea Construcción del desencuentro: 1778–1968 (1998), zbiory opowiadań El sueño i La travesía oraz trylogię, na którą złożyły się powieści Las tinieblas de tu memoria negra (1987), Los poderes de la tempestad (1997) i El Metro (2007). Jego twórczość była tłumaczona na angielski, portugalski, francuski i włoski. Laureat nagród literackich, otrzymał między innymi I Nagrodę Amadou Ndoye (2015). Był jednym z gwinejskich literatów uchwyconych w filmie dokumentalnym Subvaloradas sin ser vistas. Voces literarias de Guinea Ecuatorial w reżyserii Mischy G. Hendla (2009).